# Papuacola lignicolor
Papuacola lignicolor är en fjärilsart som beskrevs av George Francis Hampson 1926. Papuacola lignicolor ingår i släktet Papuacola och familjen nattflyn. Inga underarter finns listade i Catalogue of Life.